# Дот-ком балон
Дот-ком балон (на английски: dot-com bubble), известен и като дот-ком бум, Интернет балон и др. е икономически балон от периода 1997 – 2000 г. (с кулминация на 10 март 2000 г., когато индексът NASDAQ за един ден достига стойност 5132,52 и затваря на 5048,62), при което борсовите пазари в индустриалните страни регистрират значителен ръст в сектора на Интернет компаниите и свързани области. Макар това да е част от икономически цикъл на бум и спад, този „Интернет бум“ се свързва със стабилния търговски ръст на Интернет бизнеса, последвал създаването на World Wide Web, създаването на първия браузър Mosaic през 1993 г. и продължил през 1990-те.
Периодът е забележителен с основаването (и в много случаи впечатляващото рухване) на нови компании, свързани с Интернет и наричани накратко дот-ком (от .com, типичния домейн в окончанието на техния уеб адрес). Други, съществуващи компании, се възползват от случая и повишават значително цените на акциите си само с добавяне на една представка „e-“ към името си или с наставка „.com“ в края
Комбинацията от бързо растящи борсови цени, увереността на пазара, че компаниите ще донесат големи печалби, индивидуалните спекулации и предоставянето на рисков капитал създават обстановка, при която много инвеститори пренебрегват традиционни индикатори като например съотношението цена-печалба (на английски: P/E ratio) в полза на непоколебима увереност в напредъка на технологиите.
„Спукването на балона“ става през 1999 – 2001 г. Някои компании (като pets.com) напълно фалират. Други губят значителна част от пазарната си капитализация, но остават стабилни и печеливши, например Cisco, чиито акции спадат с 86%. Трети се възстановяват и надминават пиковите си стойности от времето на „спукване на балона“, например eBay.com или Amazon.com, чиито акции се сриват от 107 на 7 долара, но десетилетие по-късно надминават 400.